# سیارک ۲۵۷۱۵
سیارک ۲۵۷۱۵ (به انگلیسی: 25715 Lizmariemako، نامگذاری:2000AY162)۲۵۷۱۵مین سیارک کشف شده‌است که در ۰۵ ژانویه ۲۰۰۰ کشف شد.